# Okres Kutná Hora
Okres Kutná Hora (deutsch: Bezirk Kuttenberg) ist ein Bezirk in Tschechien. Er liegt im südöstlichen Zipfel des Středočeský kraj und im Norden der Böhmisch-Mährischen Höhe zwischen den Flüssen Sázava und Elbe. Der niedrigste Punkt liegt im Norden am Bach Klejnárka (198 m ü. M.), der höchste Punkt ist der Hügel Na Průhoně (551 m ü. M.) bei Třebětín.
Auf einer Fläche von 917 km² leben in 88 Gemeinden mit 267 Ortsteilen 73.600 Einwohner, 53 % davon in den vier Städten Čáslav, Kutná Hora, Zruč nad Sázavou und Uhlířské Janovice. Der größte Teil der Bevölkerung ist inzwischen im nachproduktiven Alter.
Vor dem Zweiten Weltkrieg herrschte hier noch reine Landwirtschaft vor. Danach siedelten sich immer mehr Industriebetriebe an, die vor allem in den Branchen Maschinenbau, Nahrungsmittelindustrie, Tabakverarbeitung, Glas-, Textil- und Schuhproduktion tätig sind. Zu den größten Arbeitgebern gehören in Zruč nad Sázavou (Sázavan), in Kutná Hora (Avia, Philip Morris und ČKD), in Čáslav (Praga). Trotzdem gibt es hier die meisten Arbeitslosen im Kreis: 11,9 %. 49,6 % der Bevölkerung ist beschäftigt, 28,4 % in der Industrie und 8,5 % in der Landwirtschaft. Der Durchschnittslohn beträgt 16.085 Kronen, etwa 1000 Kronen weniger als der Kreisdurchschnitt.

## Sehenswürdigkeiten
In dem Bezirk findet man viele historische Denkmäler und Bauten.
- In Kutná Hora gehört der historische Stadtkern mit der Kathedrale der Hl. Barbara, der Kirche des Hl. Jakob und des Vlašský Dvůr zum UNESCO-Welterbe.
- Das Ursulinenkloster in Kutná Hora
- Das Schloss Kačina, heute landwirtschaftliches Museum
- Burg Žleby, erbaut 1278, sowie Schloss Suchdol, Schloss Tupadly, Schloss Žehušice und Schloss Rataje.

Zu den Naturdenkmälern gehören der Park beim Schloss Žehušice mit Nadel- und Laubbäumen und Feldern, auf denen man Weißhirsche und Damwild beobachten kann, der Nationalnaturdenkmal Kaňk, eine berühmte paläontologische Region und Rybníček u Hořan.

## Städte und Gemeinden
Adamov – Bernardov – Bílé Podolí – Bludov – Bohdaneč – Brambory – Bratčice (Bratschitz) – Církvice – Čáslav – Čejkovice – Černíny – Červené Janovice – Čestín – Dobrovítov – Dolní Pohleď – Drobovice – Hlízov – Horka I – Horka II – Horky – Horušice – Hostovlice – Hraběšín – Chabeřice – Chlístovice – Chotusice – Kácov – Kluky – Kobylnice – Košice – Krchleby – Křesetice – Kutná Hora – Ledečko – Malešov – Miskovice – Močovice – Nepoměřice – Nové Dvory – Okřesaneč – Onomyšl – Opatovice I – Paběnice – Pertoltice – Petrovice I – Petrovice II – Podveky – Potěhy – Rašovice – Rataje nad Sázavou – Rohozec – Řendějov – Samopše – Semtěš – Schořov – Slavošov – Soběšín – Souňov – Staňkovice – Starkoč – Sudějov – Suchdol – Svatý Mikuláš – Šebestěnice – Štipoklasy – Třebešice – Třebětín – Třebonín – Tupadly – Uhlířské Janovice – Úmonín – Úžice – Vavřinec – Vidice – Vinaře – Vlačice – Vlastějovice – Vlkaneč – Vodranty – Vrdy – Záboří nad Labem – Zbizuby – Zbraslavice – Zbýšov – Zruč nad Sázavou – Žáky – Žehušice – Žleby